# Małgorzata Wysocka
Pour les articles homonymes, voir Wysocka.
Małgorzata Wysocka est une coureuse cycliste polonaise née le 15 juin 1979 à Lublin.

## Biographie
En 2004, elle est 27e de la course en ligne des Jeux olympiques d'Athènes.

## Palmarès[1]
- 1998
  - 3e du championnat de Pologne de course aux points
- 2000
  - 3e du championnat de Pologne sur route
  - 3e du championnat de Pologne du contre-la-montre
- 2001
  - 3e du championnat de Pologne de poursuite
- 2003
  - 3e du championnat de Pologne sur route
- 2004
  -  Championne de Pologne du contre-la-montre